# Radicipes fragilis
Radicipes fragilis är en korallart som först beskrevs av Wright och Studer 1889.  Radicipes fragilis ingår i släktet Radicipes och familjen Chrysogorgiidae. Inga underarter finns listade i Catalogue of Life.